# Justizkanzlei Güstrow
Die Justizkanzlei Güstrow war von 1818 bis 1879 ein Gericht zweiter Instanz in Mecklenburg-Schwerin mit Sitz in Güstrow.

## Geschichte
Güstrow war bis 1818 Sitz des Hof- und Landgerichts zu Güstrow, der obersten Gerichtes von Mecklenburg-Schwerin. Gemäß der Deutschen Bundesakte von 1815 des Deutschen Bunds mussten die Mitgliedsländer Oberappellationsgerichte, als höchstes Rechtsprechungsorgan und letzte Berufungsinstanz eines Mitgliedstaates bzw. einer Gruppe von Mitgliedsstaaten einrichten. Am 1. Oktober 1818 wurde daher das Oberappellationsgericht Parchim für Mecklenburg-Schwerin und Mecklenburg-Strelitz als Oberappellationsgericht gegründet. Im Jahre 1840 wurde es nach Rostock verlegt.
Gerichte zweiter Instanz waren ab 1818 dann die Justizkanzleien Schwerin (mit verkleinertem Sprengel), Güstrow und Rostock. Für Mecklenburg-Strelitz kam die Justizkanzlei Strelitz hinzu.
Mit der Verordnung zur Ausführung des Gerichtsverfassungsgesetzes vom 27. Januar 1877 vom 31. Mai 1879 wurden die Änderungen der Reichsjustizgesetze umgesetzt. Die bisherigen Gerichte, darunter die Justizkanzlei Güstrow, wurden aufgehoben und es wurden 43 Amtsgerichte, drei Landgerichte (darunter das Landgericht Güstrow) und ein Oberlandesgericht geschaffen.

## Richter
- Friedrich Ackermann (1832–1837)
- Carl Trotsche (1839–1845)